# Subcode
Beim Schreiben von Daten auf eine CD (Audio-CD, CD-ROM, …) wird zusätzlich zu den reinen Nutzdaten und den Paritätsbytes des CIRC ein Subcode eingebettet, der Informationen zum Auslesen der Daten durch CD-Abspielgeräte beinhaltet (Metadaten). Solche Daten umfassen je nach CD-Standard z. B. Inhaltsverzeichnisse, Spielzeiten, Titelmarken, Indexmarken, ISRC, Text (Titelnamen, Liedtexte), MIDI-Daten oder auch Grafiken.
Auf einer CD sind 14 von 588 Kanalbits je Frame, also 8/588 = 1,36 % des Datenträgers für den Subcode reserviert.
Von den 33 Byte jedes Frames gehört eines zum Subcode (und 24 zu den Nutzdaten). Da ein Sektor 98 Frames beinhaltet, gehören 98 Bytes Subcode zu einem Sektor, welche einen sogenannten Subcodeblock bilden. Die ersten beiden Subcode-Bytes eines Subcodeblocks sind nicht für Daten nutzbar, da es sich bei diesen um Synchronisationssymbole namens S0 und S1 handelt.
Jedes Subcode-Byte dieses Datenstromes wird in 8 verschiedene Kanäle aufgeteilt, die mit den Großbuchstaben P, Q, R, S, T, U, V und W bezeichnet sind. CD-Abspielgeräte ignorieren die Kanäle, die sie nicht unterstützen.

## Subcode-Kanäle
- P-Kanal: Startmarke eines Titels (P=1 während der Pause zwischen den Titeln und P=0 während des Titels).
- Q-Kanal: Umfasst alle Informationen zur Steuerung des Abspielvorgangs: Zeitinformation (sowohl absolut von CD-Anfang als auch relativ zur Startmarke des Titels), Titelnummer, Indexmarken und ISRC; im Lead-In-Bereich enthält der Q-Kanal das Inhaltsverzeichnis (TOC = Table Of Contents) (72 Bits/Sektor)
- Kanäle R bis W: MIDI, Zeichengrafik, CD-Text-Daten, … (CD Formate CD+G und CD-Text)

## Aufbau des Q-Kanals
Insgesamt 98 Bits pro Subcodeblock:
- 1 S0 Bit: Synchronisation für die Sub-Code-Demodulation
- 1 S1 Bit: Synchronisation für die Sub-Code-Demodulation
- 4 Steuerbits
  - Bit 1: Anzahl Audiokanäle: 0 für 2 Kanäle, 1 für 4 Kanäle (Bit 1 ist das erste Bit im Datenstrom und somit das höchstwertige im Nibble)
  - Bit 2: 1 für Datentracks
  - Bit 3: 0 für Kopierschutz und 1 für Digitale Kopie erlaubt
  - Bit 4: Pre-Emphasis (aufnahmeseitige Höhenanhebung): 0 = aus, 1 = ein
- 4 Adressbits: Angabe, wie Datenbits zu interpretieren sind
  - Mod 1 (0001): Angabe über Anzahl der Musikstücke, Indizierung und Laufzeit
  - Mod 2 (0010): Angabe über Katalogisierung der CD
  - Mod 3 (0011): Identifizierung (z. B. ISRC)
- 72 Datenbits
- 16 CRC-Bits zur Fehlerkorrektur

## Kanäle R bis W
Die 6 Bits der Kanäle R bis W sind bei reinen Audio-CDs ungenutzt und werden zu einem sogenannten Symbol zusammengefasst. 24 Symbole hintereinander ergeben ein sogenanntes Pack. Das erste Symbol nach den beiden Synchronisationswörtern legt den Inhalt des Packs fest, wofür dieses in zwei 3-Bit-Schalter namens Mode und Item unterteilt wird.
| Mode | Item | Binärwert | Verwendung                 |
| ---- | ---- | --------- | -------------------------- |
| 0    | 0    | 000 000   | Null-Mode                  |
| 1    | 0    | 001 000   | Zeilen-Grafik-Mode         |
| 1    | 1    | 001 001   | TV-Grafik-Mode             |
| 1    | 2    | 001 010   | Erweiterter-TV-Grafik-Mode |
| 2    | 4    | 010 100   | CD-Text-Mode               |
| 3    | 0    | 011 000   | MIDI-Mode                  |
| 7    | 0    | 111 000   | Benutzer-Mode              |